# Cloração
Cloração é o processo de adição de cloro (
Cl2) à água como um método de purificação para torná-la apta ao consumo humano como água potável. A filtração e a cloração da água diminuem significativamente a carga de micróbios.

## Tecnologia
Como halogênio, o cloro é um desinfetante altamente eficiente e é adicionado à água de abastecimento público para eliminar agentes patogênicos causadores de doenças, tais como bactérias, vírus e protozoários que geralmente crescem nos reservatórios de abastecimento de água, sobre as paredes de condutores de água e em tanques de armazenamento. Os agentes microscópicos de muitas doenças, como cólera, febre tifóide e disenteria mataram inúmeras pessoas antes de métodos de desinfecção serem empregados de forma rotineira.
Por ser um forte agente oxidante, o cloro funciona através da oxidação de moléculas orgânicas. O cloro e seu produto de hidrólise, o ácido hipocloroso, têm carga neutra e por conseguinte, penetram facilmente a superfície de carga negativa de agentes patogénicos sendo capaz de desintegrar os lípidos que compõem a parede celular reagindo com enzimas e proteínas intracelulares, tornando-os não-funcionais. Os microorganismos então morrem ou são impossibilitados de se multiplicar.

### Princípios
Quando dissolvido na água, o cloro se converte  em uma mistura equilibrada de cloro, ácido hipocloroso (HClO) e ácido clorídrico (HCl):
Cl2  +  H2O   {\displaystyle {\overrightarrow {\leftarrow }}}   HClO +  HCl
Em solução ácida, as principais espécies são Cl2 e HOCl enquanto em solução alcalina eficaz somente ClO- está presente. Pequenas concentrações de ClO2-, ClO3-, ClO4- também são encontradas.

## Desvantagens da cloração da água
A desinfecção por cloração pode ser problemática em algumas circunstâncias. O cloro pode reagir com composto orgânicos de ocorrência natural encontrados na água de abastecimento produzindo subcompostos conhecidos como subprodutos da desinfecção. Os subprodutos mais comuns são trialometanos (THM) e ácido haloacêtico s (AIH). Os Trialometanos são o principais subprodutos de desinfecção criados a partir da cloração com dois tipos diferentes, o bromofórmio e o dibromoclorometano, que são os principais responsáveis por danos à saúde. Os seus efeitos dependem estritamente da duração da sua exposição aos produtos químicos e a quantidade que foi ingerida. Em doses elevadas, o bromofórmio causa a redução da atividade cerebral normal, que se manifesta por sintomas como sonolência ou sedação. A exposição crónica de ambos bromofórmio e dibromoclorometano podem causar câncer do fígado e rins, bem como doenças do coração, perda de consciência e morte em doses elevadas. Devido ao potencial carcinogênico destes compostos, os regulamentos de água potável em todo o mundo desenvolvido exigem um acompanhamento regular da concentração destes compostos nos sistemas de distribuição de sistemas de água municipais. A Organização Mundial de Saúde afirmou que os "riscos para a saúde destes subprodutos são extremamente pequenos em comparação com os riscos associados com a desinfecção inadequada". 
Outra desvatagem  está na incompleta desativação de protozoários, quando aplicado um tempo de contato, como exemplo o Cryptosporidum que é resistente à cloração e afeta inúmeras pessoas em todo o mundo.

## Métodos alternativos de desinfecção da água
O cloro na água é mais de três vezes mais eficaz como desinfetante contra a Escherichia coli do que uma concentração equivalente de bromo e mais de seis vezes mais eficaz do que uma concentração equivalente de iodo.

### Ozônio
A Ozonização é usada por muitos países da Europa e também em alguns municípios do Estados Unidos e Canadá. Esta alternativa é mais rentável e de alta intensidade energética. Trata-se de borbulhagem de ozônio na água, o que quebra todos os parasitas, bactérias e todas as outras substâncias orgânicas nocivas. No entanto, este método não deixa qualquer residual para controlar a contaminação da água, após o processo ter sido concluído.

### Cloramina
A desinfecção com cloramina também está se tornando cada vez mais comum. Ao contrário do cloro, a cloramina tem uma meia-vida mais longa no sistema de distribuição e ainda mantém uma protecção eficaz contra patógenos. A razão da cloraminas persistir na distribuição é devido ao seu potencial redutor relativamente mais baixo em comparação com o cloro livre. A cloramina é formada pela adição de amoníaco em água potável, para formar mono-, di-, e tricloraminas. Considerando que a Helicobacter pylori pode ser muitas vezes mais resistente ao cloro que a Escherichia coli, ambos os organismos são igualmente suscetíveis ao efeito de desinfecção da cloramina.

### Filtragem doméstica
A água tratada por filtração e filtração doméstica pode não precisar de desinfecção adicional; uma percentagem muito elevada dos agentes patogénicos são removidos por materiais no leito filtrante. A água filtrada deve ser utilizada logo após ser filtrada, já que a baixa quantidade de micróbios restantes podem proliferar ao longo do tempo. Em geral, esses filtros domésticos removem mais de 90% do cloro disponível em um copo de água tratada. Estes filtros devem ser periodicamente substituídos já que o conteúdo bacteriano da água pode realmente aumentar devido ao crescimento de bactérias no interior da unidade filtrante.